# Marthe Truyen
Marthe Truyen (Bevel, 30 settembre 1999) è una ciclocrossista e ciclista su strada belga che corre per il team Fenix-Deceuninck. È attiva in formazioni UCI dal 2018, e si è classificata terza alla Parigi-Roubaix 2023.

## Palmarès

### Ciclocross
- 2016-2017 (Juniores)

Campionati belgi, Junior
- 2019-2020

Campionati belgi, Under-23

### Strada
- 2023 (Fenix-Deceuninck, una vittoria)

Antwerp Port Epic Ladies

## Piazzamenti

### Grandi Giri
- Tour de France

2023: 73ª
2024: 90ª

### Competizioni mondiali
- Campionati del mondo di ciclocross

Valkenburg 2018 - Under-23: 32ª
Bogense 2019 - Under-23: 14ª
Dübendorf 2020 - Under-23: 18ª
Ostenda 2021 - Under-23: 9ª
- Campionati del mondo gravel

Veneto 2023 - Elite: 12ª
Fiandre 2024 - Elite: 11ª
- Campionati del mondo su strada

Glasgow 2023 - In linea Elite: 66ª

### Competizioni continentali
- Campionati europei di ciclocross

Rosmalen 2018 - Under-23: 10ª
Silvelle 2019 - Under-23: 13ª
Drenthe-Col du VAM 2021 - Elite: 21ª
- Campionati europei gravel

Oud-Heverlee 2023 - Elite: 9ª
- Campionati europei su strada

Alkmaar 2019 - In linea Under-23: ritirata
Plouay 2020 - In linea Under-23: 30ª
Monaco di Baviera 2022 - In linea Elite: 73ª
Drenthe 2023 - In linea Elite: 35ª
Limburgo 2024 - In linea Elite: 14ª